# 柳家権之助
柳家 権之助（やなぎや ごんのすけ、1976年10月5日 - ）は、落語協会所属の落語家。出囃子は「星空のディスタンス」。紋は「くくり猿」。

## 来歴
2004年6月、3代目柳家権太楼に入門。
2005年1月、前座となる。前座名は「ごん坊」。
2008年3月、二ツ目昇進。師匠の権太楼の前座名である柳家ほたると改名。
2019年9月21日、柳家わさび、5代目柳家小志ん、古今亭ぎん志とともに真打昇進。「柳家権之助」と改名。「権之助」の「権」は師匠の権太楼から、「之助」は自身がファンであるTHE ALFEEのメンバー、坂崎幸之助からもらったという。